# Еміліо Альдекоа
Еміліо Альдекоа Гомес (ісп. Emilio Aldecoa Gómez; 30 листопада 1922, Більбао, Біскайя, Країна Басків, Іспанія — 4 вересня 1999, Жирона, Каталонія, Іспанія) — іспанський футболіст, що грав на позиції нападника. Перший іспанець в англійському футболі.

## Спортивна кар'єра
Під час громадянської війни переїхав до Великої Британії. Футбольну кар'єру розпочав 1943 року в клубі «Вулвергемптон Вондерерз». У дебютному матчі його команда здобула перемогу над «Кру Александрою» (2:1). У першиму сезоні провів 30 ігор в різноманітних турнірах воєнного часу і став кращим бомбардиром клубу — 11 забитих м'ячів. У серпні 1945 року став гравцем «Ковентрі». Перший матч провів проти «Портсмута» (3:1). Наступного року відбувся перший повоєнний чемпіонат Англії, Еміліо Альдекоа провів у другому дивізіоні 29 ігор.
1947 року генерал Франко дозволив повернутися на батьківщину з еміграції бійцям і прихильникам республіканської армії. Зокрема, з Мексики приїхали легендарні нападники 30-х років Ісідро Лангара і Хосе Ірарагоррі. Скористався нагодою і Альдекоа, протягом семи сезонів захищав кольори «Атлетіка» з Більбао, «Вальядоліда», «Барселони» і хіхонського «Спортінга». В чемпіонаті Іспанії дебютував 21 вересня: у матчі «Сельта» — «Атлетік» (5:1). Через тиждень забив перший гол, у ворота «Реал Сосьєдада». Всього в Прімері провів 120 ігор, забив 23 м'ячі.
За «Вальядолід» грав у фіналі національного кубка 1950 року, а наступного сезону — здобув перемогу у цьому турнірі з «Барселоною». У складі каталонського клуба 1952 року став чемпіоном Іспанії і переможцем Латинського кубку. У фіналі турніру, що вважається одним з попередників єврокубків і проходив на «Парк де Пренс», команда Фердинанда Даучика здобула перемогу над французькою «Ніццею».
30 травня 1948 року, на поле стадіону «Монжуїк» у Барселоні вийшов у складі національної збірної. Матч зі збірною Ірландії завершився перемогою господарів — 2:1 (голи забивали: Ігоа (2) — Мороні). Його партнерами у головній команді країни були: одноклубники Нандо і Панісо, з «Валенсії» — Ейсагірре, Ігоа і Епі, Алонсо («Сельта»), Апарісіо і Хункоса (столичний «Атлетіко»), Альконеро («Севілья»), Гонсальво II і Сезар («Барселона»).
Тренував іспанські клуби «Хімнастік» (Таррагона), «Еркулес» (Оспіталет), «Жирона», «Депортіво Кондаль» (Барселона), «Реал» (Вальядолід), «Сосьєдад Депортіва» (Лаудіо), «Уніо Еспортіва» (Фігерас), «Уніо Еспортіва» (Канубеляс) і «Уніо Еспортіва» (Улот). Під його керівництвом, за чотири сезони у Сегунді, команди зіграли 110 ігор: 46 перемог, 17 нічиїх і 47 поразок. У 1960—1962 роках був асистентом менеджера англійського «Бірмінгем Сіті» Джила Мерріка.

## Титули та досягнення
- Чемпіон Іспанії (2):

«Барселона»: 1952, 1953
- Володар Кубка Іспанії з футболу (3):

«Барселона»:  1951, 1952, 1952–53
- Володар Латинського кубка (1):

«Барселона»: 1952
- Володар Кубка Еви Дуарте (1):

«Барселона»: 1952